# Пырза
Пырза — река в России, протекает в Великоустюгском районе Вологодской области. Устье реки находится в 40 км по правому берегу реки Луза. Длина реки составляет 24 км.
Исток реки в лесном массиве в 2 км к западу от посёлка Северный и в 33 км к востоку от центра Великого Устюга. Река течёт на юг, верховья реки расположены в ненаселённом лесном массиве, в среднем течении протекает несколько нежилых деревень. Притоки — Кекосары, Восточная Пырза (левые); Чёрная (правый).
Впадает в Лузу в урочище Липовец. Ширина реки у устья составляет 27 м.

## Данные водного реестра
По данным государственного водного реестра России и геоинформационной системы водохозяйственного районирования территории РФ, подготовленной Федеральным агентством водных ресурсов:
- Бассейновый округ — Двинско-Печорский
- Речной бассейн — Северная Двина
- Речной подбассейн — Малая Северная Двина
- Водохозяйственный участок — Юг
- Код водного объекта — 03020100212103000013294